# Vera Peters
Mildred Vera Peters, OC (Toronto, 28 april 1911 – aldaar, 1 oktober 1993) was een Canadese oncologe die was gespecialiseerd in de ziekte van Hodgkin en borstkanker.

## Biografie
Peters werd geboren op een melkveehouderij en verloor haar vader op 11-jarige leeftijd. Haar moeder, een docent, bleef achter met zeven kinderen.
Peters voltooide haar middelbare school toen ze 16 was en ging aan de Universiteit van Toronto wis- en natuurkunde studeren omdat ze te jong was voor de studie geneeskunde, maar kon na een jaar overstappen. Met haar man Ken Lobb, die ze tijdens haar studiejaren leerde kennen, kreeg ze twee dochters, van wie één een internist werd. In deze periode ontwikkelde haar moeder borstkanker. Zij overleed in 1933, ondanks een behandeling door dokter Gordon Richards, die later Peters' mentor zou worden. Een jaar later ontving Peters haar diploma.
Peters' man stierf in 1967.

## Onderzoek
Vóór Peters onderzoek werd de ziekte van Hodgkin als een doodsvonnis gezien, maar Peters bewees in 1950 dat bestraling kon helpen in het tegengaan van de ziekte. Ook de behandeling van borstkanker – waar volledige borstamputatie de gangbare behandeling was – kon met nieuwe bestralingstechnieken en conservatievere chirurgie verbeterd worden door haar onderzoek. Het duurde echter vele jaren voor haar resultaten opgemerkt en aanvaard werden.

## Erkenning
Als erkenning voor haar medische werk ontving Peters twee eredoctoraten (van York University in 1975 en Queen's University in 1983) en ontving in 1979 zowel een gouden medaille van de American Society for Therapeutic Radiology and Oncology als een Medaille Antoine Béclère. Daarnaast werd ze ook officier in de Orde van Canada. Ook postuum werd zij nog geëerd, onder meer met een postzegel in 2020.